# Karapapaken

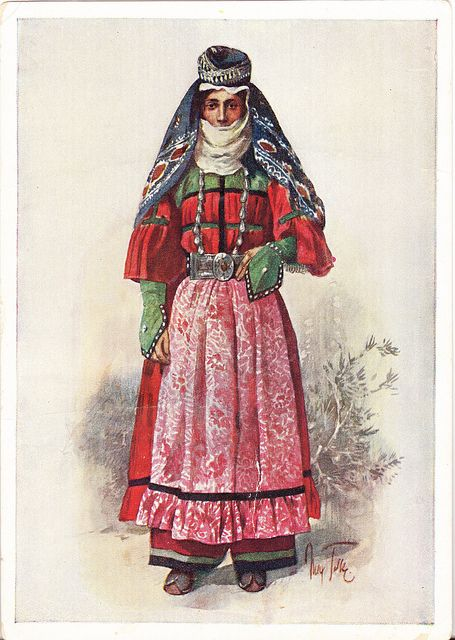
Eine karapapakische Frau aus Kars in Tracht (1915)

Karapapaken (Eigenbezeichnung: Qarapapah, aserbaid. Qarapapaqlar) sind eine turksprachige Ethnie in der Kaukasusregion. Es ist heute umstritten, ob sie Türken oder Aserbaidschaner sind. Doch da sie sprachlich den Letzteren näher stehen, ist es allgemein üblich, sie zu den Aserbaidschanern zu zählen. 
Die Karapapaken dürfen jedoch nicht mit den zentralasiatischen Karakalpaken verwechselt werden, die einer anderen Sprachgruppe innerhalb der Turksprachen angehören.

## Alternativbezeichnungen
Die Karapapaken werden in der Türkei als Karapapaklar bezeichnet. Eine Alternativbezeichnung ist auch türk. Terekeme bzw. aserbaid. Tərəkəmə.

## Größe und Siedlungsgebiete
Wie viele Karapapaken es gibt, ist unbekannt. 1977 bekannten sich in der Türkei etwa 81.000 Menschen zu dieser Ethnie. Die Karapapaken lebten ursprünglich beiderseits der ehemaligen türkisch-sowjetischen Grenze. Heute leben sie vereinzelt auch im Iran, Russland und der Ukraine sowie in Kasachstan. In Europa werden sie aufgrund ihrer türkischen Staatsangehörigkeit als Türken summiert. 
In früheren Zeiten, als die Karapapaken noch nomadisch waren, siedelten sie in Südgeorgien, dem Nordwesten Armeniens und Süddagestan. Daneben lebten auch Gruppen von ihnen im nordwestlichen und zentralen Aserbaidschan. 
Nach der Eroberung ihrer Siedlungsgebiete durch das Russische Zarenreich (1813–1828) migrierte die Mehrheit von ihnen ins Osmanische Reich und nach Persien.

## Namensherkunft
Der Name Karapapaken (dt. Schwarzmützen) leitet sich von den schwarzen Lammfellmützen (Papak oder Kalpak) ab, die von den Männern zu den Volkstrachten getragen wurden.

## Sprache
Sprachlich stehen die Karapapaken zwischen dem Türkischen und dem Aserbaidschanischen. Doch da sie größere Übereinstimmungen mit dem Letzteren aufweisen, wird in Aserbaidschan ihre Sprache als Dialekt angesehen und bezeichnet.

## Geschichte
Die Herkunft der Karapapaken ist umstritten und liegt größtenteils im Dunkeln. So sehen einige Turkologen wie Fahrettin Kırzıoğlu sie in Verbindung mit den Kumyken stehend. Wahrscheinlich stammen sie jedoch von mehreren turksprachigen Stämmen ab. Nach den Russisch-Türkischen Kriegen (1878) und der neuen Grenzziehung zwischen dem Osmanischen und Russischen Reich kam es erneut zu Abwanderungsbewegungen dieses Volkes.  Mit den Mescheten, die in der Nähe ihrer georgischen Siedlungsgebiete lebten, scheinen die Karapapaken eng verwandt gewesen zu sein. So führt beispielsweise das „Metzler Lexikon Sprache“ das Meschetische als Untergruppe des Karapapakischen auf.
Die Karapapaken wurden 1944 zusammen mit anderen turksprachigen Ethnien nach Zentralasien deportiert und durften erst 1967 in die alten Siedlungsgebiete zurückkehren.

## Weblink
- Weiterführende Informationen (türkisch)